# トライアングル・フィルム・コーポレーション
トライアングル・フィルム・コーポレーション（Triangle Film Corporation）は、かつて存在したアメリカ合衆国のメジャー映画会社である。1915年夏にカリフォルニア州カルヴァー・シティで設立され、1918年まで存続した。D・W・グリフィスとトーマス・H・インス、マック・セネットという3人の映画監督の製作能力を基盤にした栄えあるスタジオとして構想された。トライアングル・モーション・ピクチャー・カンパニー（Triangle Motion Picture Company）の名称でも知られる。

## 略歴・概要

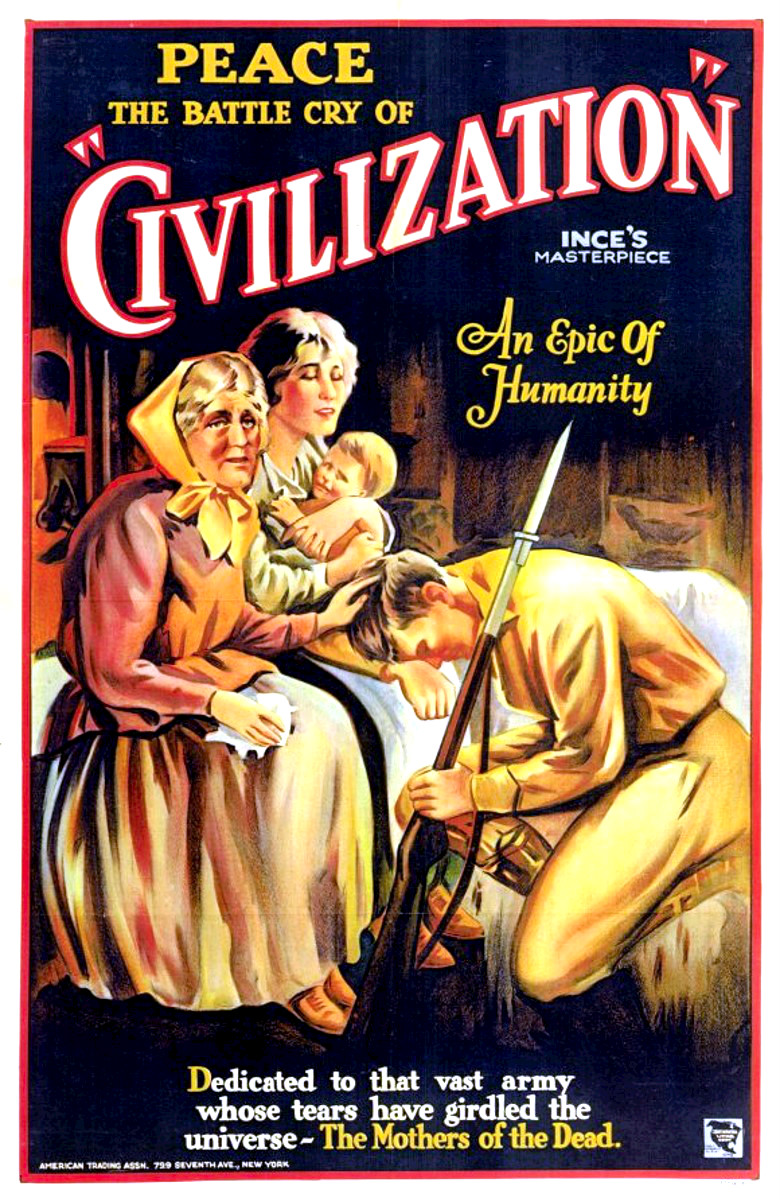
『シヴィリゼーション』ポスター、1916年

ウィスコンシン州の農村から出てきたハリー・エイトケンとロイ・エイトケンの兄弟が設立した。エイトケン兄弟は、ハリウッドの黄金時代のスタジオシステムの先鞭をつけた。ハリーは、リライアンス＝マジェスティック・スタジオでのグリフィスのパートナーであったが、『國民の創生』の予期せぬ成功、および人種差別的内容による北部のメジャー都市部での反乱を導いた余波として、ミューチュアル・フィルムに解雇されていた。
「トライアングル・フィルム・コーポレーション」の名のもとに製作・配給・劇場経営を統合し、若き成功者たちが、ハリウッドにおけるもっともダイナスティックなスタジオを創設したのである。メアリー・ピックフォード、リリアン・ギッシュ、ロスコー・アーバックル、ダグラス・フェアバンクスら、当時もっとも偉大な監督やスターを惹きつけ、キーストン・コップスのドタバタコメディから、映画的叙事詩を定義した『イントレランス』まで、サイレント期の最高に不朽の作品群をつくりだした。
結果的には、同社は膨張しすぎ、1917年には、グリフィス、インス、セネットの3人の主要なプロデューサーたちをすべて失ってしまった。同社は徐々に縮小し、1918年、同社は売りに出され、ハリウッドの新興スタジオたちに飲み込まれていった。映画プロデューサーのサミュエル・ゴールドウィンが、同社のスタジオ群をゴールドウィン・ピクチャーズに買収した。
1915年11月23日、オハイオ州マシロンに最高水準の設備をもつ映画館をオープンした。リンカーン劇場は、マシロン・ライオンズクラブが所有・経営する現在も稼動中の映画館である。同劇場は、当初の栄えある劇場にリストアされており、映画の黄金時代の記憶へのモニュメントとして存在している。ドロシー・ギッシュとリリアン・ギッシュ姉妹の出演作品に捧げる映画祭が毎年同劇場で行われている。マシロンはギッシュ姉妹が青春の日々を過ごした町である。

## おもなフィルモグラフィ

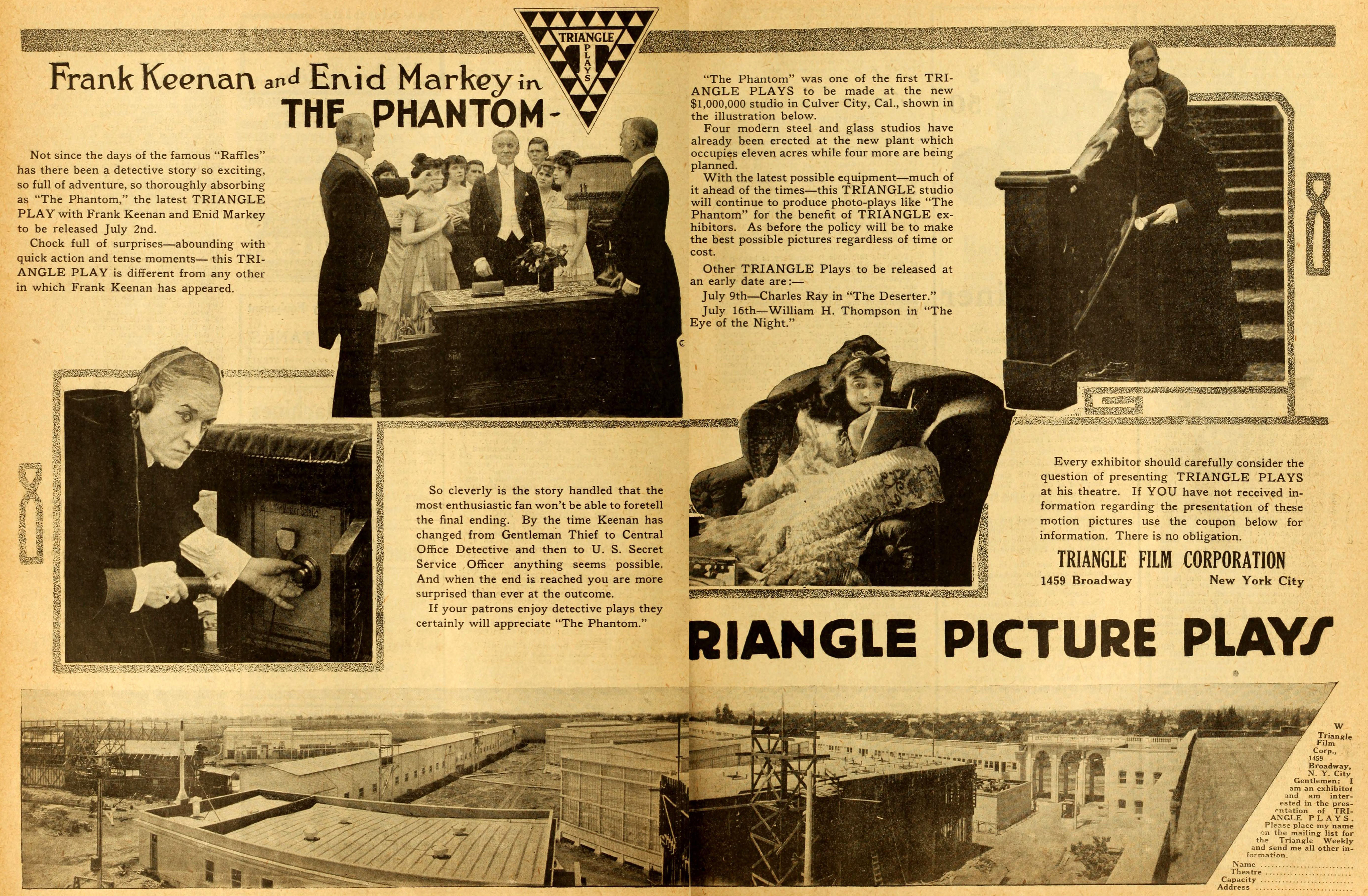
The Phantom (1916)
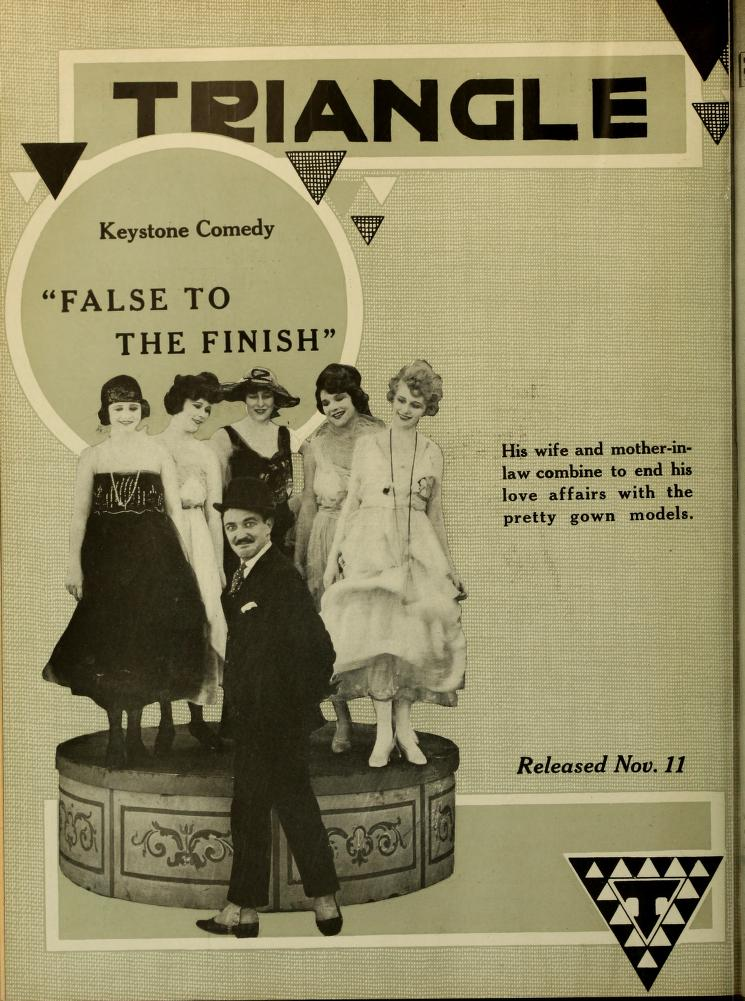
False to the Finnish (1917)
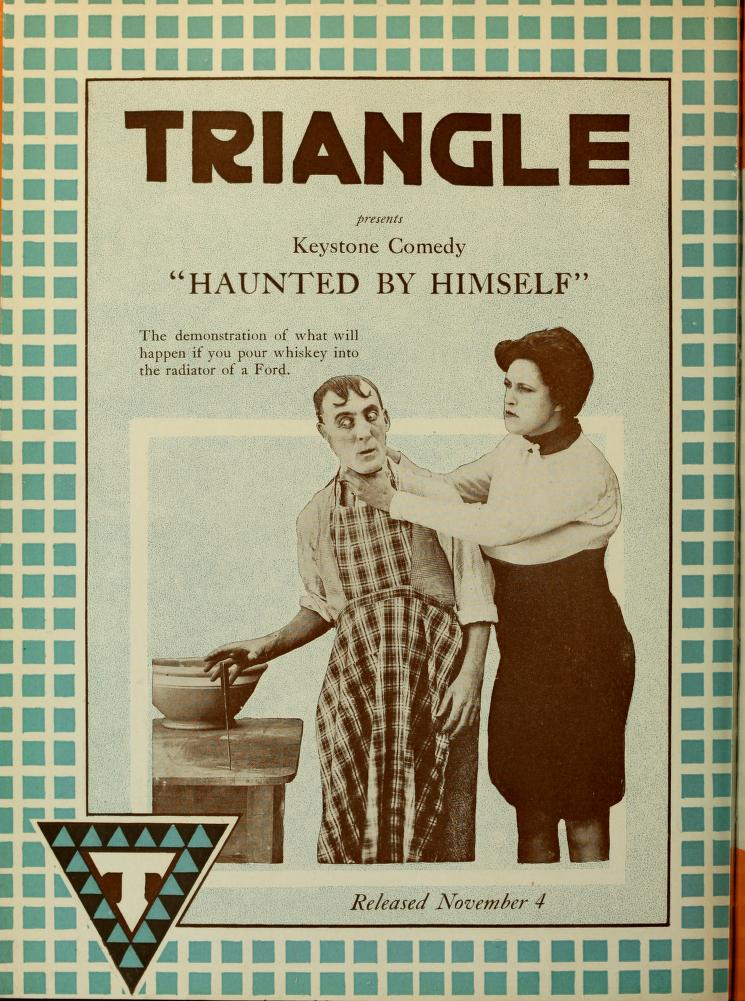
Haunted by Himself (1917)
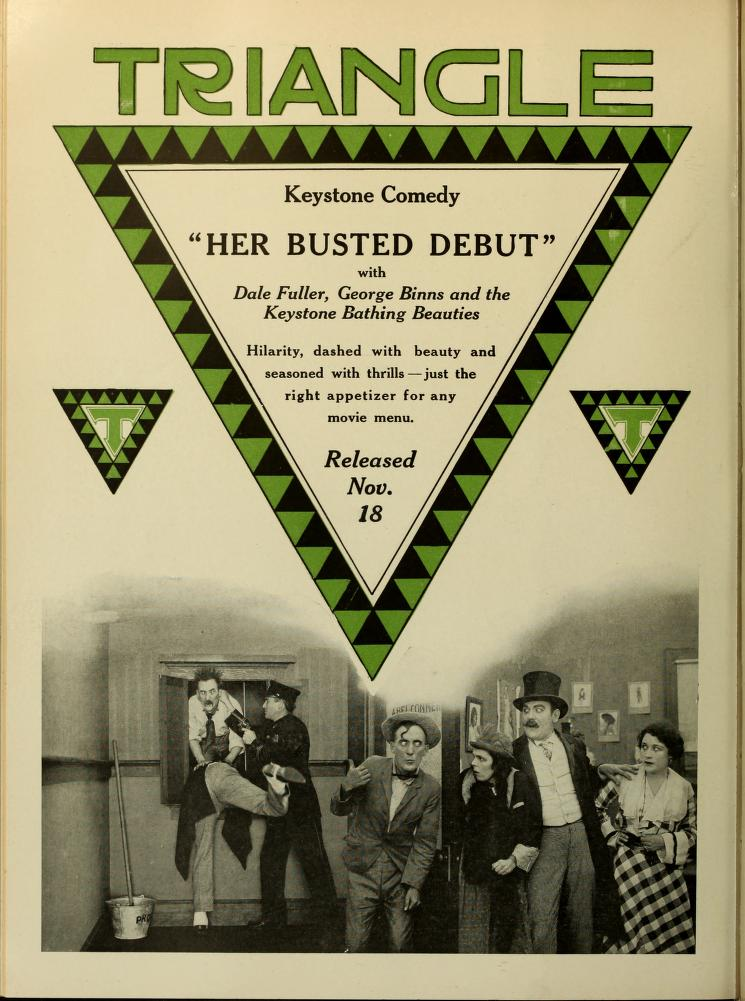
Her Busted Debut (1917)
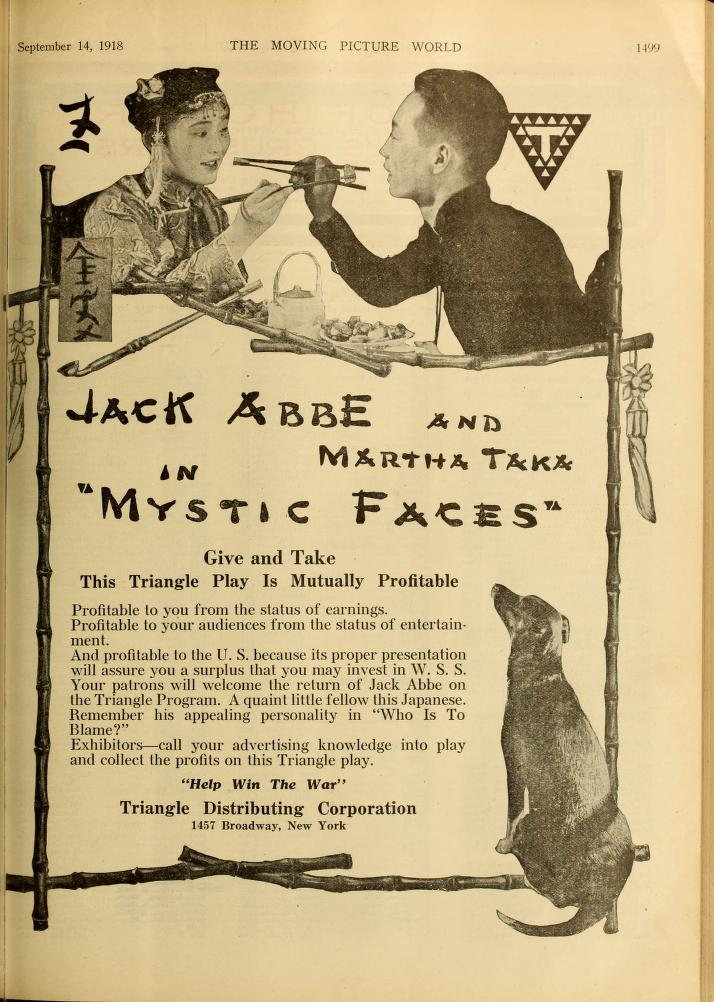
Mystic Faces (1918)
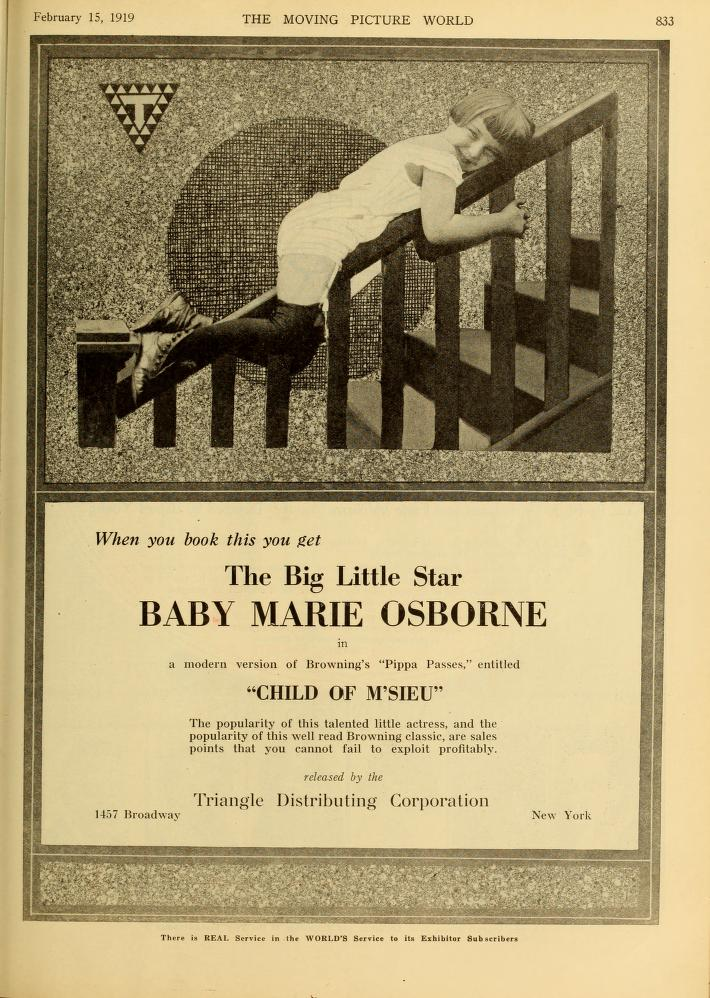
Child of M'sieu (1919)

en:Category:Triangle Film Corporation filmsを参照。
- 『シヴィリゼーション』 Civilization : 1916年
- 『デブ君の漂流』  Fatty and Mabel Adrift : 1916年
- 『イントレランス』  Intolerance : 1916年

## 紹介文献
- 〈喜劇映画〉を発明した男　帝王マック・セネット、自らを語る（マック・セネット著、石野たき子訳／新野敏也監訳、2014年、作品社 ISBN 4861824729）